# Santa Cruz de Andino
Santa Cruz de Andino es una localidad del municipio burgalés de Villarcayo de Merindad de Castilla la Vieja, en la Comunidad Autónoma de Castilla y León (España). 
La iglesia está dedicada a santo Blas.

## Localidades limítrofes
Confina con las siguientes localidades:
- Al noreste con Quintanilla de los Adrianos y Villanueva la Lastra.
- Al sureste con Villarías y La Aldea.
- Al suroeste con Bisjueces y Andino.
- Al oeste con Horna.
- Al noroeste con Villarcayo.

## Demografía
Evolución de la población
| Gráfica de evolución demográfica de Santa Cruz de Andino entre 2000 y 2017 |
|                                                                            |
| Población de derecho (2000-2017) según el padrón municipal del INE         |

## Historia
Así se describe a Santa Cruz de Andino en el tomo II del Diccionario geográfico-estadístico-histórico de España y sus posesiones de Ultramar, obra impulsada por Pascual Madoz a mediados del siglo XIX:

Lugar en la provincia, diócesis, administración de rentas, audiencia territorial y capitanía general de Burgos (13 leguas), partido judicial de Villarcayo (1/4), y ayuntamiento de la merindad de Castilla la Vieja; Situado en una altura que ofrece a la vista la hermosa perspectiva de 40 pueblos, Villarcayo y Medina, llamándose con razón el balcón de Castilla; batido libremente por todos los vientos y con clima sano; las enfermedades más comunes son dolores reumáticos, con especialidad en los hombres. Se compone de 24 casas de mediana construcción, entre ellas la de concejo, y de una iglesia parroquial, dedicada a San Blas, matriz de la de Andino y servida por un cura párroco de provisión ordinaria; hay dentro de la población 3 fuentes de agua bastante gruesa para el uso del vecindario, y 12 manantiales fuera de ella, de los cuales se surten las gentes de labranza para sí y para abrevadero de sus ganados. Confina el término por N con Villarcayo, por E con Visjueces y las granjas de Andino y Andinillo, por S con Villarías, y por O con Orna, el que más ½ legua de distancia. El terreno es de primera, segunda y tercera calidad, y en lo general arenoso, cruzando por él una ciénaga que nace al pie de la sierra de Tesla, pasa por Andinillo y va a desaguar en el río de Villacomparada a 1 legua de su nacimiento; Caminos: hay 4 de servidumbre para Villarcayo, la Aldea, Medina de Pomar y Orna; Correo: lo recibe de la estafeta de la cabeza del partido los domingos, miércoles y viernes, saliendo los lunes, jueves y sábados. Producciones: trigo, cebada, centeno, habas, yeros, titos, maíz, patatas, avena, altramuces, verduras y fruta; ganado lanar, mular, asnal y caballar; caza perdices y codornices, y se pescan con abundancia anguilas, cangrejos y peces. Población: 13 vecinos, 49 almas. Capital productivo: 64.600 reales. Imponible: 2.677. El presupuesto municipal asciende a 200 reales, y se cubre por reparto entre los vecinos.
Diccionario geográfico-estadístico-histórico de España y sus posesiones de Ultramar